# Княжево (Воронежская область)
Княжево — село в Павловском районе Воронежской области Российской Федерации. Входит в Елизаветовское сельское поселение.

## География
Село, как и вся Воронежская область, живёт по Московскому времени.

## Население
| 2009 | 2010 |
| ---- | ---- |
| 12   | →12  |

## Улицы
Луговая,
Горняцкая